# The Light in the Window (film 1910)
The Light in the Window è un cortometraggio muto del 1910 diretto da Ray Myers (come Roy Myers) che appare anche tra gli interpreti del film.

## Trama
Benché Seth corteggi ardentemente Lavinia, la giovane rifiuta di sposarlo finché sarà viva la vecchia madre. Anche quando la sorella minore di Lavinia si sposa, lei resta della stessa idea. Seth, deluso, si imbarca su una nave che però fa naufragio. Gli unici sopravvissuti sono proprio Seth e un bambino che resta orfano, visto che i suoi genitori sono periti nell'incidente. Lavinia, leggendo del disastro sul giornale, crede che anche Seth morto: per ricordarlo, mette una luce sulla finestra che si affaccia sul mare.
Passano gli anni. Ormai Seth è diventato un uomo benestante: ex capitano, si è ritirato in pensione e adesso lo prende la nostalgia di rivedere i luoghi della sua giovinezza. Il ragazzino che ha salvato e che poi ha adottato, è diventato un uomo: insieme, i due si recano nel villaggio dove vive ancora Lavinia che ha accolto in casa la figlia della sorella. La fiamma flebile del vecchio amore tra Seth e Lavinia si ravviva quando i due si ritrovano. Anche il figlio adottivo e la nipote di Lavinia si innamorano e la felicità sembra tornare a riscaldare i cuori.

## Produzione
Il film fu prodotto dalla Vitagraph Company of America.

## Distribuzione
Distribuito dalla General Film Company, il film - un cortometraggio in una bobina - uscì nelle sale cinematografiche statunitensi il 20 dicembre 1910.